# Доленє Поникве
Доленє Поникве (словен. Dolenje Ponikve) — поселення в общині Требнє, регіон Південно-Східна Словенія, Словенія.